# Casa de Isla Negra
La Casa Museo de Isla Negra es una de las tres casas que el escritor y poeta chileno Pablo Neruda tenía en su país. Está situada en Isla Negra, comuna de El Quisco, provincia de San Antonio, Región de Valparaíso (ubicada a unos 113 kilómetros de Santiago). Fue declarada Monumento Nacional en 1990.

## Historia
Neruda compró la casa en 1938 al marino español Eladio Sobrino. Entonces, sólo era una cabaña de piedra que, poco a poco, fue ampliándose según el particular gusto del poeta. Fue su casa favorita y el lugar donde él y su tercera esposa, Matilde Urrutia pasaron la mayor parte de su tiempo en Chile. Neruda, amante del mar y de las cosas marítimas, construyó la casa como un barco con techos bajos, pisos de madera crujientes, y pasillos estrechos.
El poeta legó el edificio al Partido Comunista de Chile. Tras ser expropiada durante la dictadura, volvió a las manos de sus antiguos dueños. Actualmente es un museo en honor del premio Nobel chileno. Tanto él como su mujer Matilde Urrutia están sepultados ahí.
El lugar se llamaba originalmente Las Gaviotas. El poeta lo rebautizó como Isla Negra por el color de sus rocas.
La casa Isla Negra está inserta en el paisaje costero. Allí el mar con su oleaje, rompientes, playa y roqueríos, actualizaba la enorme impresión que el poeta tuvo cuando, siendo niño, se enfrentó por primera vez al océano, en Puerto Saavedra. Luego el mar se convertiría en uno de los escenarios míticos de su poesía.

### Colecciones

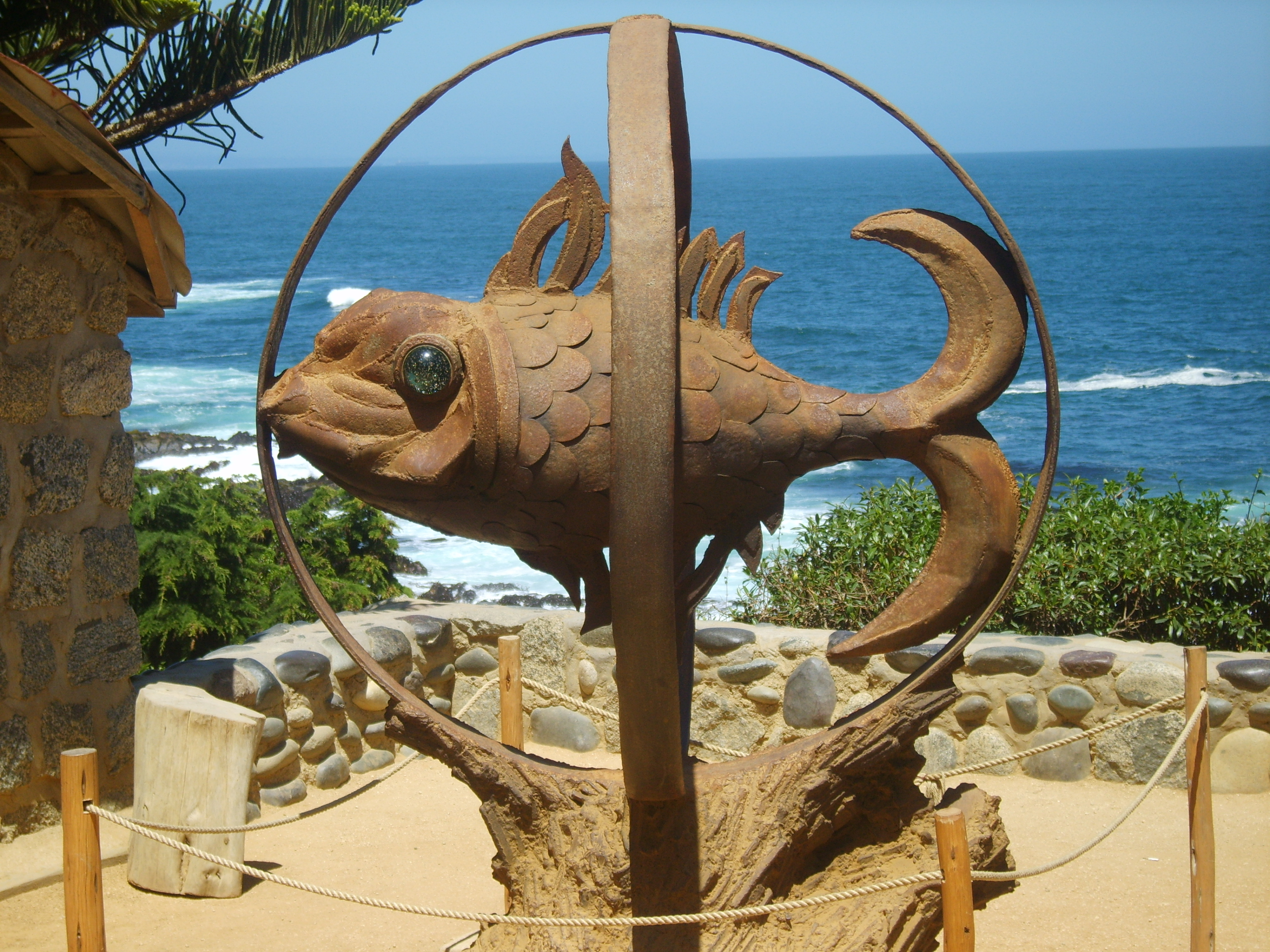
Pez de hierro inscrito en dos círculos, símbolo y logo utilizado por Neruda.

La potencia evocadora de las colecciones y la presencia del mar convierten a esta casa es una especie de compendio visual y material del imaginario poético de Neruda.
En esta casa se guardan también las colecciones más importantes que el poeta atesoró durante su vida, la mayoría de ellas relacionadas con el mar como por ejemplo los mascarones de proa, mapas, réplicas de veleros, barcos dentro de botellas, caracolas marinas y dientes de cachalote. Otras colecciones incluyen pipas, zapatos antiguos, máscaras y botellas de extrañas formas. Las cuales están en el salón «Bajo el mar».

### Ampliaciones
En el invierno de 1943, con el arquitecto catalán Germán Rodríguez Arias, el poeta inició una serie de ampliaciones que terminaron en marzo de 1945. En ese tiempo no era fácil construir en aquella zona: había que transportar todos lo materiales en carretas de bueyes que debían cruzar por vados el Estero de Córdoba.
Sergio Soza, arquitecto y amigo de Neruda, proyectó nuevas ampliaciones a partir de 1965. Entre estas se encontraban los arcos que unen los cuerpos de la casa, los recintos que albergan la sala del caballo y la covacha. Esta última parte era el espacio que se usaba como escritorio, al que se le puso un techo de zinc para escuchar la lluvia y evocar las sensaciones de la casa que habitó en su infancia, cuando vivió con su padre en el sur de Chile.

### Arquitectura

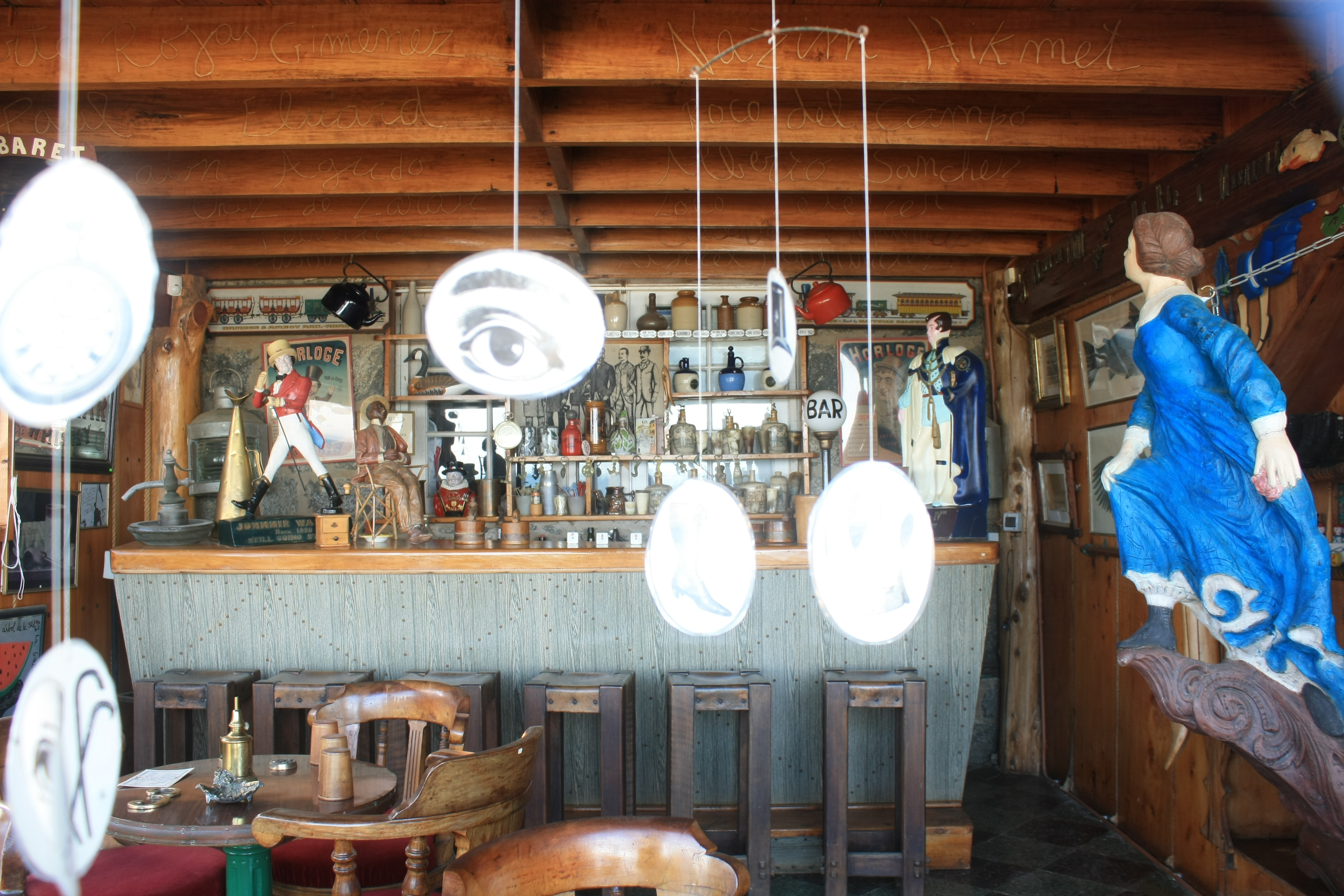
Salón del Bar.

Las paulatinas modificaciones que se hicieron a la casa, respondieron siempre al gusto de Neruda por el mar y los barcos, pasillos estrechos, techos bajos y una torre al estilo de las encontradas en la ciudad de Temuco donde pasó su infancia.
El techo de las habitaciones es a veces abovedado, de madera. Las puertas, estrechas; las escaleras, empinadas: todo simula el interior de un barco. El dormitorio del poeta tiene la cama orientada con la cabeza al oriente y los pies al poniente, frente a un amplio ventanal con vistas al mar.
Le llevó siete años reformar el lugar y no se preocupó en gastos. La casa está protegida por una valla hoy adornada con grafitis de los admiradores de Neruda. Junto a ella se encuentra un locomóvil que el poeta, gran amante de los trenes, acarreó hasta el lugar con bueyes y tractores. El salón de estilo náutico parece parte del océano, con sus enormes ventanales, modelos de barcos, bustos y estatuas. Su personalidad se hace evidente en todo. Un baño del tamaño de un armario está decorado con fotografías de época de mujeres desnudas. La vivienda, además, está llena de espadas, botellas, máscaras, pipas, mariposas y otros insectos y conchas marinas.

### Actualidad
La Casa Museo Isla Negra es administrada por la Fundación Neruda y además de una tienda de recuerdos y objetos relacionados con el poeta, tiene un centro cultural donde se realizan exposiciones, conferencias y recitales de poesía, y un Café Restaurante donde se puede saborear el famoso Caldillo de Congrio hecho según la receta que el propio poeta inmortalizó en su conocida «Oda al Caldillo de Congrio».